# Plażowa załoga
Plażowa załoga (ang. The Beach Crew) – amerykański serial animowany, który swoją premierę w Polsce miał 6 września 2010 roku na kanale KidsCo.

## Opis fabuły
Serial opisuje przygody grupki przyjaciół – Billy'ego Boogiego, Mini Malibu i Sammy'ego Surfboarda, którzy mieszkają w nadmorskim kurorcie i uwielbiają dobrą zabawę.

## Bohaterowie
- Billy Boogie – niebiesko-żółta deska.
- Mini Malibu – ciemnowłosa dziewczyna ubrana w różową koszulkę na ramiączkach, różowe spodenki z kwiatkami i czarne buty.
- Summy Surfboard – biało-czerwona deska.